# Concile de Tarragone
Ce concile de Tarragone est un concile provincial tenu en 464 à Tarragone à l'initiative des évêques de la province de Tarragone. Ce concile était une réunion des évêques provinciaux, de fait le "vrai" Concile de Tarragone, retenu par l'Histoire, est celui qui a eu lieu dès le 6 novembre 516 dans cette ville sous la houlette de Jean, métropolite de Tarragone.

## Histoire
À l'issue du concile, les évêques de la province, conduits par Ascanius de Tarragone, écrivent au pape Hilaire à Rome au sujet de deux affaires.
La première affaire concerne Sylvain de Calahorra, de la province de Tarragone, qui s'est permis d'ordonner plusieurs évêques, et a ordonné évêque malgré lui un clerc d'un diocèse étranger.
La seconde affaire concerne l'Église de Barcelone, dont l'évêque Rundinarius, sur son lit de mort, avait exprimé le désir que l'on choisît pour son successeur Irénée, qu'il avait établi évêque (chorévêque) dans une ville de son diocèse. le concile provincial avait ratifié ce choix et souhaitait recueillir l'approbation du Saint-Siège.
Afin de régler ces deux affaires, le pape Hilaire organise un concile en novembre 465 dans la basilique Sainte-Marie-Majeure de Rome en présence de 48 évêques. Cinq canons sont décidés. Le canon 1 indique que « au sujet des ordinations, on doit observer exactement les prescriptions des lois divines et les ordonnances de Nicée. ». Le canon 5 dit qu'« en Espagne, plusieurs pensent que l'on peut hériter d'un évêché comme d'un bien quelconque ; aussi beaucoup d'évêques de ce pays désirent, au lit de mort, choisir leur successeur, de sorte qu'il n'est pas possible d'avoir d'élection. Cette manière d'agir est tout à fait irrégulière. ».
À la suite de ces décisions, le pape Hilaire écrit aux évêques de la province ecclésiastique de Tarragone pour leur faire part des trois propositions suivantes :
1. « On ne devait plus désormais ordonner d'évêque dans la province, sans l'assentiment du métropolitain Ascanius. »
2. « Irénée devait abandonner immédiatement l'évêché de Barcelone, et le clergé avait à faire le choix d'un autre évêque ; si Irénée n'obéissait pas, il perdrait également l'autre siège épiscopal qu'il possédait. »
3. « Les évêques institués par Sylvain et Sylvain lui-même devaient être déposés : le pape recommandait qu'il n'y eût pas deux évêques pour la seule ville, et défendait qu'un évêque fût bigame, ou ignorant, ou mutilé, ou ayant eu à subir une pénitence. »